# Cloud Nothings
Cloud Nothings est un groupe de rock indépendant lo-fi américain formé à Cleveland (Ohio), en 2009.

## Biographie
Le groupe est composé du chanteur et guitariste Dylan Baldi, du guitariste Joe Boyer, du bassiste TJ Duke et du batteur Jason Gerycz. Le groupe était à l'origine le projet solo de Dylan Baldi qui a réalisé ses premiers enregistrements dans la cave de ses parents en utilisant GarageBand et en jouant des différents instruments. Un premier album turning On regroupant ces enregistrements est publié par le label Bridgetown en 2009 . Le groupe est actuellement signé sur le label Carpark Records. Il a publié trois albums dont le dernier Attack On Memory, produit par Steve Albini,, est sorti le 24 janvier 2012. Le titre de l'album Attack On Memory est tiré du titre No Sentiment. Un nouvel album est attendu pour l'année 2014. Il a été enregistré et produit en octobre 2013 par John Congleton. L'album sort le 1er avril et s'intitule Here and Nowhere Else. La même année ils enregistrent un album en collaboration avec Wavves intitulé No life for me.
En janvier 2017, le groupe publie Life Without Sound, toujours chez Carpark Records et Wichita. Enregistré en trois semaines sous la houlette du producteur John Goodmanson, l'album s'inspire notamment de la new age et des improvisations de Malcolm Goldstein. La chanson Internal World de l'album est ulitisée dans l'épisode 7 de la saison 2 de la série 13 Reasons Why.
Leur sixième album studio, intitulé Last Building Burning, est sorti le 19 octobre 2018 sur Carpark Records . L'album a été enregistré au Sonic Ranch et a été produit par Randall Dunn. Le site de musique Pitchfork lui accorde une note de 7,6/10, décrivant un album « blasé, nihiliste et lourd »[réf. nécessaire].
En 2020, le groupe autoproduit deux albums : The Black Hole Understands en juillet, et Life Is Only One Event en décembre. La même année, ils publient 27 albums live, et 5 EP, le tout au format numérique.
Cloud nothings entame l'année 2021 avec une réédition de son premier album Turning On. Le 26 février 2021 est publié leur neuvième album, The Shadow I Remember, enregistré un an plus tôt au Electrical Audio de Chicago. C'est le deuxième album que Cloud Nothings enregistre avec Steve Albini, après Attack On Memory en 2012. L'album est notamment inspiré par la course de fond, la ville de Philadelphie, et le binge-watching. 

## Membres

### Membres actuels
- Dylan Baldi - chant, guitare (depuis 2009)
- Chris Brown - basse (depuis 2023), chœurs (depuis 2016), guitare solo, claviers (2016-2023)
- Jayson Gerycz - batterie (depuis 2010)

### Anciens membres
- Joe Boyer - guitare solo, chœurs (2010-2013)
- TJ Duke - basse, chœurs (2010-2022)

## Lien Externe
- Site officiel